# New York Central Hudson

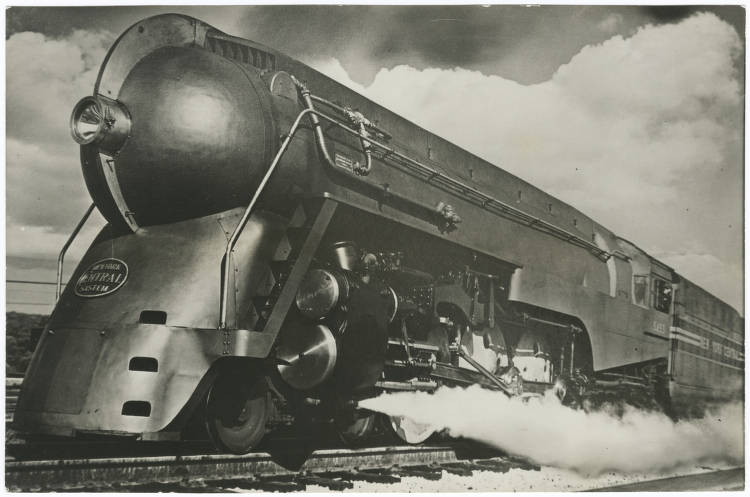
NYC Hudson.

New York Central Hudson, var en typ av ånglok med axelföljden 4-6-4 som användes av järnvägsbolaget New York Central Railroad. Loken tillverkades av ALCO och Lima Locomotive Works under åren 1927-1938 och döptes efter Hudson River. De tio mest kända exemplaren av loktypen specialdesignades av Henry Dreyfuss och gavs ett strömlinjeformat utseende. De användes för expresstrafik med passagerartåg i plan terräng, men presterade inte bra i kuperad terräng. De marknadsfördes hårt av järnvägsbolaget och kom att bli bland de mest kända strömlinjeformade ångloken i USA.
Inget exemplar finns idag bevarat, de flesta skrotades när dieselloken konkurrerade ut ångloken på 1950-talet.

## I populärkultur

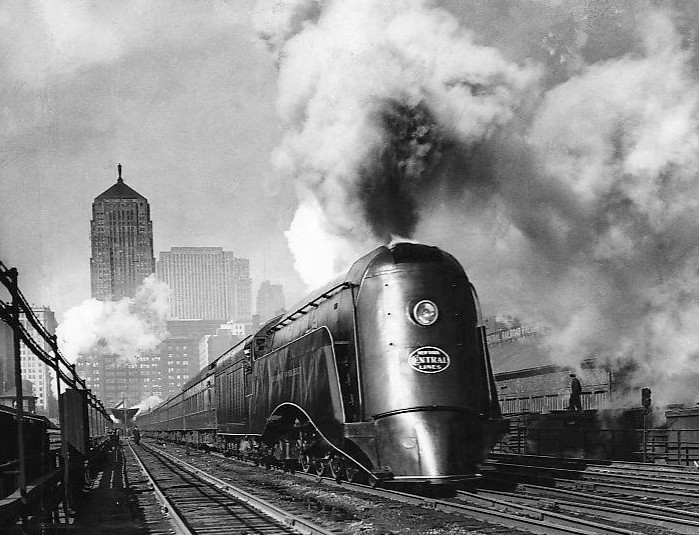
1. 5344 Commodore Vanderbilt (den sista J-1e) med Art Deco strömlinjer, designad av Henry Dreyfuss.

- Skivomslaget till hårdrocksgruppen Van Halens album A Different Kind of Truth från 2012 pryds av en bild på denna loktyp.[2] Även Commodores album Movin' On från 1975 har loktypen på omslaget.

- In det sjätte avsnittet av säsong fem i The Big Bang Theory, kan en poster av "New Empire State Express" ses på baksidan av Sheldon Coopers dörr i slutet på avsnittet, då Leonard avbryter Mary Cooper som sjunger sången Soft Kitty.

- I How I Met Your Mother kan en poster av New York Central Hudson ses i Ted Mosbys lägenhet, ovanför eldstaden.

- Ikonen för appen Transport Tycoon, en version av Chris Sawyer's Locomotion för mobila enheter, visar ett lokomotiv som har stora likheter med New York Central Hudson.